# 니콜라스 파레하
니콜라스 "니코" 마르틴 파레하(스페인어: Nicolás "Nico" Martín Pareja, 1984년 1월 19일 ~ )는 아르헨티나의 은퇴한 축구 선수로, 포지션은 중앙 수비수이다. 왈테르 사무엘의 재래라 불릴 정도로 뛰어난 수비 능력에, 컨디션이 좋을 경우 수비 조율 능력까지 선보이는 선수이다. 수비수임에도 뛰어난 킥력을 바탕으로 빌드업은 물론 프리킥 처리에 가담할 정도로 공격능력이 출중하다. 